# Club de Básquetbol Municipal Quilicura
El Club de Básquetbol Municipal Quilicura fue un club deportivo profesional de básquetbol de Chile, que jugó en la Liga Nacional de Básquetbol de Chile, la más alta categoría del básquetbol chileno.
El club entró a la División Mayor de Básquetbol en el año 2012, como un club invitado a ésta. Tras el receso iniciado por la misma en mayo del 2013, el club se unió a la Liga Nacional, integrando la zona norte y finalizando el en penúltimo lugar de ésta.

## Historia
El club se creó en 2011, cuando fue invitado a jugar en la mejor liga deportiva de básquetbol del país, la Dimayor. El club tiene su sede en la comuna de Quilicura, en Santiago, Región Metropolitana, la zona centro de Chile.
El club debutó en división en la temporada 2012, pero no logró hacer una buena campaña, terminando en el último lugar. Luego del receso de la Dimayor se unió a la Liga Nacional, finalizando en la penúltima posición del grupo norte, sin poder clasificar a la zona nacional. 

## Palmarés
No tiene títulos.

## Trayectoria
Nota: G: Partidos ganados; P: Partidos perdidos; Pts: Puntos
| Temporada     | G | P  | Pts | Play-offs     | Resultado     |
| ------------- | - | -- | --- | ------------- | ------------- |
| Dimayor       |   |    |     |               |               |
| 2012          | 1 | 13 | 15  |               |               |
| Totales       | 1 | 13 | 15  |               |               |
| Playoffs      | 0 | 0  | 0   | 0 Campeonatos | 0 Campeonatos |
| Liga Nacional |   |    |     |               |               |
| 2013-14       | 3 | 11 | 17  |               |               |
| Totales       | 3 | 11 | 17  |               |               |
| Playoffs      | 0 | 0  | 0   | 0 Campeonatos | 0 Campeonatos |